# Jean Devaivre
Jean Devaivre, geboren als Jean Justin Michel de Vaivre, (* 18. Dezember 1912 in Boulogne-Billancourt; † 27. April 2004 in Villejuif) war ein französischer Regieassistent, Drehbuchautor und Filmregisseur.

## Leben und Wirken
Devaivre hatte an der Kunsthochschule primär Architektur studiert, ehe er 1934 als Ausstatter zum Film stieß. Anschließend wirkte er primär als Regieassistent bei Regisseuren wie Pierre Billon, Richard Pottier, Léon Mathot und Léo Joannon. 1938 wirkte er als Technischer Leiter an Joannons völkerverbindendem Drama Die große Entscheidung (Alerte en méditerranée) und beendete diesen, nachdem der Regisseur unfallbedingt ausfiel. Nachdem Devaivre bis 1942 als Assistent bei der winzigen Firma Sirius-Film angestellt gewesen war und dort 1941 auch mit einem Kurzfilm sein offizielles Regiedebüt gegeben hatte, ließ er sich 1942 von der deutsch kontrollierten Firma Continental Films anheuern und diente noch im selben Jahr dem altgedienten Regie-Veteranen Maurice Tourneur bei dessen Spätwerk Die Teufelshand. Die letzten Szenen des Films soll Devaivre eigenständig gedreht haben. Obwohl in der Höhle des Löwen für den Kriegsfeind Deutschland arbeitend, gehörte Jean Devaivre, der sich ab 1936 bereits für die Republik-Verteidiger im Spanischen Bürgerkrieg eingesetzt hatte, zu diesem Zeitpunkt längst der Résistance an. Devaivres Tarnname war – angesichts seiner Kooperation für die französischen Freiheitsbelange wie für die deutschen Besatzer passenderweise – Janus.
Nach der Befreiung konnte Jean Devaivre seit 1945 regelmäßig als Filmregisseur arbeiten. Doch kaum eine seiner Arbeiten kam über das Maß schlichter Unterhaltung hinaus; immerhin konnte Devaivre für seine Inszenierung La ferme des sept péchés 1949 den Großen Preis auf dem Filmfestival von Locarno in Empfang nehmen. 1957, nach gut einem Dutzend mittelmäßiger Inszenierungen, war Devaivres Regiekarriere bereits beendet und er widmete sich anderen Dingen. Seit 1961 war er mit seiner Autobiografie beschäftigt, die auch seine Arbeit für die Continental und seine Untergrundtätigkeit als Widerstandskämpfer umfasste. Sie erschien 2002 unter dem Titel „Action !“. Seine Erinnerungen bildeten auch die Basis für den französischen Film Laissez-passer (Passagierschein), der sich mit der Kollaboration französischer Filmschaffender in den Jahren 1940 bis 1944 mit der Continental Films befasste. Der von Bertrand Tavernier inszenierte Streifen kam gleichfalls 2002 in die Kinos. Devaivre wurde dort von Jacques Gamblin verkörpert.

## Ehrungen
Devaivre wurde für seinen Kriegseinsatz 1939/40 und seiner Untergrundstätigkeit sowie seine künstlerischen Aktivitäten mit zahlreichen nationalen Ehren bedacht:
- Mitglied der Ehrenlegion (Légion d'Honneur)
- Étoile d’argent 1940 – citation à l'ordre de la Division – Croix du Combattant – Croix du combattant Volontaire – CVR / Croix du combattant volontaire de la Résistance – Croix des services militaires volontaires. – Médaille Guerre 39–45. “Témoignage de Satisfaction” des Kriegsministers.
- Präsident der Freiwilligenkämpfer der Résistance und des Maquis von Charolais.
- Chevalier des Arts et Lettres.

## Filmografie
Als Regisseur (komplett):
- 1941: La légende de Saint Nicolas (Kurzfilm, auch Drehbuch)
- 1942: Sirius symphonies (Kurzfilme)
- 1945: König der Nassauer (Le Roi des resquilleurs)
- 1946: Boîte de nuit (Kurzfilm)
- 1946: La pythonisse (Kurzfilm, auch Drehbuch)
- 1947: SOS – 11 Uhr nachts (La Dame d'onze heures) (auch Produktion)
- 1949: Steppenrache (Vendetta en Camargue) (Dokumentarfilm, auch Drehbuch)
- 1949: La Ferme des sept péchés (auch Drehbuch, Produktion)
- 1950: L'Inconnue de Montreal (auch Drehbuch)
- 1951: Les anonymes du ciel (Kurzfilm)
- 1952: Ma femme, ma vache et moi
- 1953: Men Leben für die Liebe (Un caprice de Caroline chérie)
- 1953: Alerte au Sud (auch Produktion)
- 1954: Dunkelroter Venusstern (Le Fils de Caroline chérie)
- 1956: L'inspecteur aime la bagarre (auch Drehbuch)